# Souroubea venosa
Souroubea venosa är en tvåhjärtbladig växtart som beskrevs av Robert Walter Schery. Souroubea venosa ingår i släktet Souroubea och familjen Marcgraviaceae. Inga underarter finns listade i Catalogue of Life.